# Gijé
Ne doit pas être confondu avec Jijé.
Gijé de son vrai nom Jérôme Gillet, né le 28 décembre 1988 à Lubumbashi (République démocratique du Congo) est un dessinateur de bande dessinée et infographiste belge, connu pour sa série La Boîte à musique.

## Biographie

### Jeunesse et formation
Jérôme Gillet naît le 28 décembre 1988 à Lubumbashi,,,. Enfant, il lit Dragon Ball. Il grandit à Virton en Gaume. Il voue une passion au dessin et encouragé par son entourage, il étudie d'abord à l’Institut de la Sainte Famille de Virton,. Ensuite, il étude l'illustration à l'École supérieure des arts Saint-Luc de Liège pendant trois ans. Ensuite, Gillet fait un brevet de technicien supérieur (BTS) en dessin d'animation en intégrant le lycée des Arts et Métiers (LTAM) au Luxembourg. Il obtient son diplôme en 2012. Puis, il se lance en tant qu'artiste indépendant 2D où il réalise des fresques pour des crèches et l'élaboration d'un épisode pilote pour un projet de série animée dirigée par Maureen Dor.
Gijé intégre ZEILT Productions comme infographiste, sur des campagnes de publicité, des courts métrages (Long live New York) ou des séries animées (Barababor, Prochain arrêt). Parmi les autres projets auxquels il travaille, citons l'artbook du court métrage Mr Hublot, la création de personnages. Il élit domicile à Paris, et travaille à distance pour le studio luxembourgeois en tant que storyboarder.

### La Boîte à musique
C'est en 2015 la scénariste Bénédicte Carboneill alias Carbone essaie de convaincre l'artiste de réaliser un dossier de bande dessinée, en lui écrivant un scénario autour d'une des illustrations que Gijé avait réalisé durant l'événement artistique Inktober où on pouvait voir une petite fille à table soufflant les bougies de son gâteau d'anniversaire en compagnie de son père et d'une photo de sa défunte mère accrochée au mur. Grâce à quoi, il signe son premier contrat avec les éditions Dupuis. Il dessine la série jeunesse fantastique La Boîte à musique qui connaît une prépublication dans Spirou en 2017 avant d'être publiée en albums aux éditions Dupuis dès 2018. Cette série conte l'histoire de la petite Nola qui vient de perdre sa mère et qui vit désormais seule avec son père. Pour ses 8 ans, celui-ci lui offre la boîte à musique de sa maman. Alors qu'elle est seule et examine la boîte, Nola est surprise et aperçoit une petite fille à l'intérieur qui appelle au secours. Cette petite fille, Andréa, donne des instructions à Nola qui alors rapetisse et entre dans la boîte. Elle y découvre le monde féerique de Pandorient…
Selon ses dires, sa méthode de travail consiste d'abord par la réalisation d'un storyboard dans lequel il apporte des valeurs de gris, il saute l'encrage et passe directement du crayonné à la mise en couleur. Tout son travail se fait à l'aide d'une palette graphique. Il clôt le premier cycle avec le cinquième tome intitulé Les Plumes d’aigle douce en 2021. La série est traduite en espagnol sous le titre La caja de música, ainsi qu'en néerlandais sous le titre De Muziekdoos,. Elle est aussi publiée en anglais sous le titre The music box et en allemand sous le titre Die magische Spieluhr .

### Nées Rebelles
Gijé contribue au roman graphique collectif Nées Rebelles - Jeunes filles au poing levé, édité par les éditions parisiennes Deman en 2023, où il illustre l'histoire de Greta Thunberg. Ce projet vise à mettre en avant le parcours de six jeunes filles influentes et militantes.

### Mitsuo
En 2024, il réalise le premier volet d'un diptyque intitulé Mitsuo scénarisé par Jérôme Hamon et publié aux éditions Le Lombard. C'est le récit de Sacha, âgé de 7 ans, enfant neuroatypique. Lorsque le système scolaire se déclare inapte à l’accueillir, sa mère, Emma, fugue avec lui pour fuir les services sociaux et tente d’approcher le monde onirique dans lequel il est plongé. Le site ActuaBD fait de cet ouvrage le favori de la rédaction. Le critique Benjamin Roure de Bodoï attribue quatre étoiles à cette première partie.

### Autres travaux
En outre, il anime Dessine 10 personnages féminins du journal en 10 minutes sur le stand Festival Spirou lors de la Fête de la BD à Bruxelles en 2019 et il contribue au deuxième tome de Marsupilami, histoires courtes (Dupuis, 2018). Il réalise également l'affiche de la journée BD à Langeais en 2022. Sous son nom, il crée avec deux amis, le jeu mobile gratuit Pot O Feu édité par Fatfish Lab en 2021.

### Influences
Gijé puise son inspiration dans les mangas et animes, et il s'inspire aussi d'artistes qu'il apprécie et des proches qui l'entourent.

## Œuvres

### Albums de bande dessinée

#### La Boîte à musique
- 1. Bienvenue à Pandorient[29],[30],[31],[32],[33], Dupuis, Marcinelle, 26 janvier 2018
Scénario : Carbone - Dessin et couleurs : Gijé -  (ISBN 978-2-8001-7319-1)
- 2. Le Secret de Cyprien[34],[35],[36], Dupuis, Marcinelle, 2 novembre 2018
Scénario : Carbone - Dessin et couleurs : Gijé -  (ISBN 979-10-34731-45-9)
- 3. À la recherche des origines[37],[38],[39],[40], Dupuis, Marcinelle, 4 octobre 2019
Scénario : Carbone - Dessin et couleurs : Gijé -  (ISBN 979-10-34736-90-4)
- 4. La Mystérieuse Disparition[41],[42],[43], Dupuis, Marcinelle, 30 octobre 2020
Scénario : Carbone - Dessin et couleurs : Gijé -  (ISBN 979-10-34747-87-0)
- 5. Les Plumes d'aigle douce[44],[45],[46], Dupuis, Marcinelle, 29 octobre 2021
Scénario : Carbone - Dessin et couleurs : Gijé -  (ISBN 979-10-34753-03-1)
- Int. Intégrale cycle 1[47], Dupuis, Marcinelle, 6 octobre 2023
Scénario : Carbone - Dessin et couleurs : Gijé -  (ISBN 979-10-34770-27-4)

#### Mitsuo
- 1. Tome 1/2[48],[49],[50],[51], Le Lombard, Bruxelles, 27 septembre 2024
Scénario : Jérôme Hamon - Dessin et couleurs : Gijé -  (ISBN 978-2-8036-7676-7)

### Romans graphiques
- Nées Rebelles - Jeunes filles au poing levé[19],[52],[53], Deman, Paris, 12 avril 2023
Scénario : collectif - Dessin : collectif dont Gijé - Couleurs : quadrichomie -  (ISBN 978-2-493-18498-6)

### Collectifs
- 2. Marsupilami, histoires courtes, Dupuis, Marcinelle, 20 avril 2018
Scénario : collectif - Dessin : collectif dont Gijé - Couleurs : quadrichomie -  (ISBN 9782800173726)

### Dans des périodiques
- Dans Le Journal de Spirou[54]

| Année | Série              | Titre                       | Scénariste       | n° de Spirou    | Commentaire           |
| ----- | ------------------ | --------------------------- | ---------------- | --------------- | --------------------- |
| 2017  | La Boîte à musique | Bienvenue à Pandorient      | Carbone          | n° 4157 à 4163  | Couverture du no 4158 |
| 2018  | La Boîte à musique | Le Secret de Cyprien        | Carbone          | n° 4197 à 4205  | Couverture du no 4199 |
| 2019  | La Boîte à musique | À la recherche des origines | Carbone          | nos 4246 à 4252 | Couverture du no 4246 |
| 2020  | La Boîte à musique | La Mystérieuse Disparition  | Carbone          | n° 4296 à 4303  | Couverture du no 4296 |
| 2021  | La Boîte à musique | Les Plumes d'aigle douce    | Carbone          | n° 4351 à 4359  | Couverture du no 4351 |
| 2023  | Marsupilami        | Seuls en Arctique           | Jonathan Garnier | no 4467         | Couverture du no 4467 |

### Expositions personnelles
- La Boîte à musique, espace jeunesse de la bibliothèque Abbé Grégoire de Blois de 23 octobre 2019 au 8 janvier 2020, sous le commissariat de Bruno Goujon dans le cadre de bd BOUM[55].

### Animation
Sauf indication contraire, les informations mentionnées dans cette section peuvent être confirmées par la base de données cinématographiques IMDb,  présente dans la section « Liens externes ».
- 2014 : Long live New York[56],[9], court métrage de Laurent Witz, service artistique
- 2018 : Barababor, série télévisée, service artistique
- 2020 : Prochain arrêt, mini-série télévisée, service artistique.

## Prix et récompenses
- 2018 :
  -  Prix Ligue de l'Enseignement 41 pour le Jeune Public[55] pour La Boîte à musique t. 1 avec Carbone ;
  -  prix Godefroid Jeune décerné lors de la 27e édition des Godefroid par la Province de Luxembourg à Libramont pour La Boîte à musique[57] ;
- 2019 : 
  -  Prix des écoles d’Angoulême décerné lors du festival d'Angoulême 2019 pour La Boîte à musique avec Carbone[58] ;
  -  prix jeunesse de la BD du Forum du livre de Saint-Louis[59] pour La Boîte à musique t. 1 avec Carbone.

#### Périodiques
- Jonathan Garnier et Gijé (interviewés par Damien Perez), « Houba-Houba-Gla-Gla », Spirou, Dupuis, no 4467,‎ 22 novembre 2023, p. 4 (ISSN 0771-8071)

#### Articles
- Carbone et Gijé (interviewés par Marlène Herbelin), « Carbone et Gijé nous ouvrent leur boîte à musique », Zoo le Mag,‎ 12 février 2018 (lire en ligne, consulté le 14 décembre 2024).
- Gijé (interviewé par Alexis Seny), « Gijé, des premiers pas qui marquent déjà la BD : « La mélodie de La boîte à musique ? Le lecteur ne risque pas d’en être déçu puisqu’il va imaginer la plus belle qui soit, plus que si ça avait été du cinéma » », Branchés Culture,‎ 16 février 2018 (lire en ligne, consulté le 14 décembre 2024).
- Michaël Degré, « Gijé, un "nom" et du talent », L'Avenir,‎ 17 février 2018 (lire en ligne , consulté le 14 décembre 2024).
- Gijé (interviewé par Laurence, Michel et Juan Sanz Diaz), « Interview Giijé », Créabulles,‎ 21 février 2018 (lire en ligne, consulté le 14 décembre 2024).
- Carbone et Gijé (interviewés par Pierre Burssens), « Entretien avec Carbone et Gijé : La mélodie charmeuse de La boîte à musique... », Auracan,‎ 7 novembre 2018 (lire en ligne, consulté le 14 décembre 2024).
- Geoffray Girard, « Dans la bulle de… Gijé », La Ribambulle,‎ 2 février 2022 (lire en ligne, consulté le 14 décembre 2024).

### Vidéographie
- [vidéo] « Rencontre avec Gijé - 46e Festival de la Bande-Dessinée d'Angoulême », sur YouTube, 18 mars 2019
- [vidéo] « Gijé La Boîte à musique », sur YouTube, 14 avril 2019